# Devociones y espiritualidad del Rosario
El Rosario es uno de los rasgos más notables de la espiritualidad católica popular. Según el papa Juan Pablo II, las devociones del rosario se encuentran "entre las tradiciones más bellas y loables de la contemplación cristiana". Desde sus orígenes en el siglo XII, el rosario se ha considerado una meditación sobre la vida de Cristo, y es como tal que muchos Papas han aprobado y alentado su recitación.
El uso de fórmulas de oración repetitivas se remonta muy atrás en la historia cristiana, y no está claro cómo pasaron a la tradición del rosario. Está claro que las 150 cuentas (Avemarías) tienen su origen en los 150 salmos rezados del Salterio hebreo. El rosario era una forma de que los fieles corrientes simularan la meditación de los monjes a partir del Salterio impreso a mano. La segunda mitad del Avemaría, la petición a María, apareció por primera vez en el catecismo de Pedro Canisio en 1555, en el período de la Contrarreforma, como reacción contra las críticas protestantes a algunas creencias católicas.
Tras la creación de la primera cofradías del rosario en el siglo XV, la devoción al rosario se extendió rápidamente por toda Europa. A partir del siglo XVI, los rezos del rosario a menudo incluían "textos ilustrados" que ayudaban a la meditación. Este tipo de imágenes se siguen utilizando para ayudar en las meditaciones del rosario.

## Orígenes
Existen opiniones divergentes sobre el origen del rosario, algunas tradiciones lo atribuyen a Santo Domingo, quien lo integró en la devoción de la Dominicos, pero las pruebas demuestran su existencia antes de su tiempo, y un desarrollo gradual a lo largo de siglos de práctica.
La práctica de la meditación durante el rezo de avemarías repetidas se remonta al menos a la década de 1400 en Alemania y el cartujo monje Domingo de Prusia que murió en 1461, al igual que la Dominicos Alano de la Roca y Jakob Sprenger habían comenzado a promover el rosario.

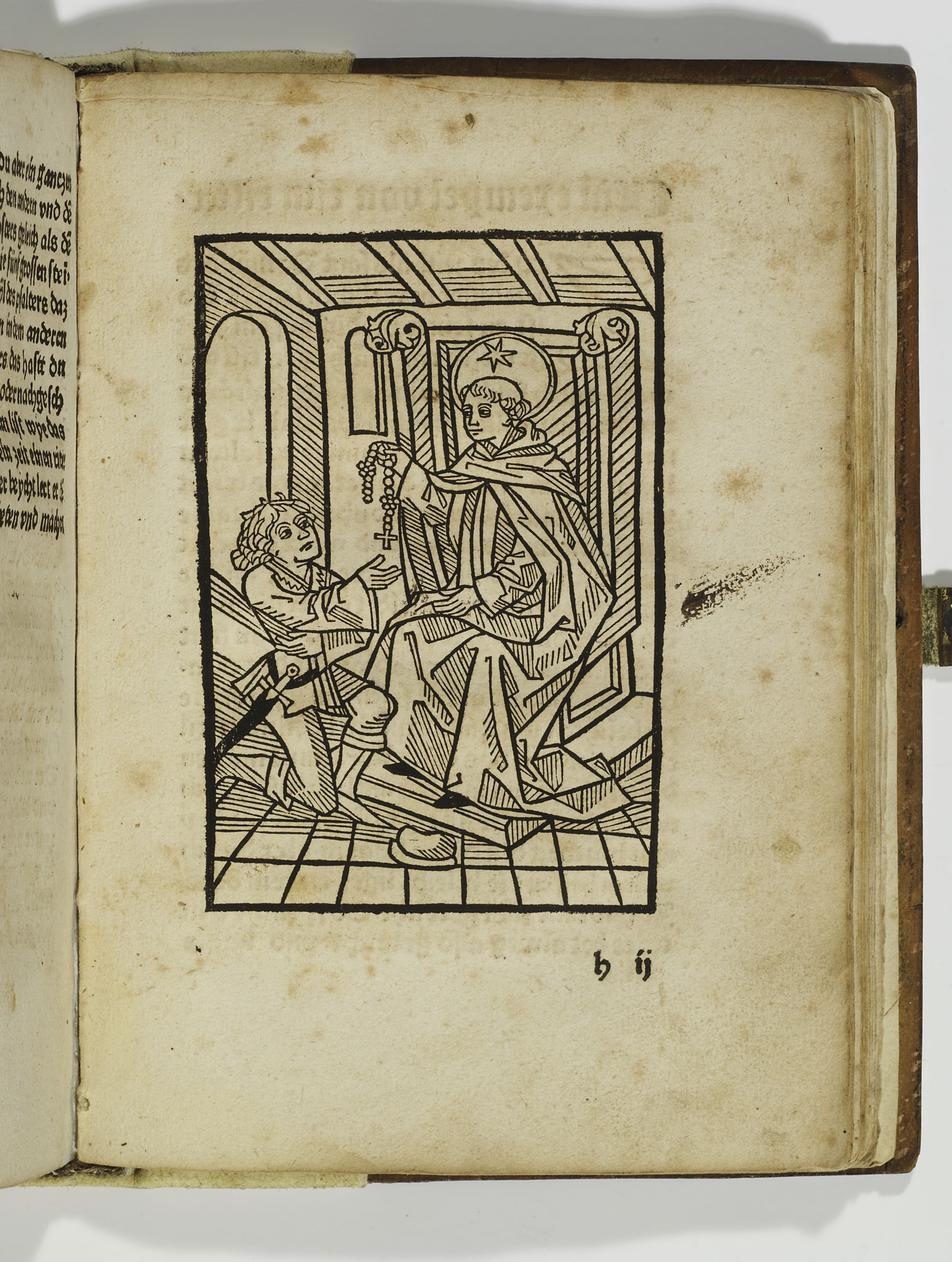
Salterio de Alanus, 1492

En el siglo XVI, la práctica de la meditación durante el rosario se había extendido por toda Europa. Las Meditationi del Rosario della Gloriosa Maria Virgine (Meditaciones del Rosario de la Gloriosa Virgen María) de Bartolomeo Scalvo, impresas en 1569 para la cofradía del rosario de Milán, ofrecían una meditación individual para acompañar cada cuenta u oración.| 
Alanus de Rupe animaba a rezar el rosario delante de una imagen de Cristo o de la Virgen María. Este estilo de meditación dio lugar más tarde a la meditación con imágenes narrativas, la primera de las cuales fue finalmente impresa por Dinkmut en Ulm, Alemania. El uso de la meditación del rosario dirigida por imágenes pronto ganó popularidad y, a finales del siglo XVI, la meditación del rosario más utilizada en Alemania no era la escrita, sino un texto ilustrado.
Durante el siglo XVI, el uso de imágenes como forma de instrucción religiosa y adoctrinamiento a través de la predicación silenciosa (muta predicatio) fue promovido por Gabriele Paleotti en su "Discurso sobre las imágenes sagradas y profanas". A medida que el uso de imágenes devocionales llegó a ser visto como la "literatura del laico", el objetivo de Paleotti de la transformación de la vida cristiana a través del uso de imágenes sagradas fomentó y promovió las devociones marianas incluyendo el Rosario.
En el siglo XVII, las 15 imágenes recortadas en madera del rosario ilustrado se habían hecho muy populares y los libros de rosarios empezaron a utilizarlas en toda Europa. En contraste con las meditaciones escritas del rosario, los textos ilustrados cambiaron poco y el mismo conjunto de imágenes apareció en xilografías, grabados y paneles devocionales durante más de ciento cincuenta años.

## Meditación y contemplación

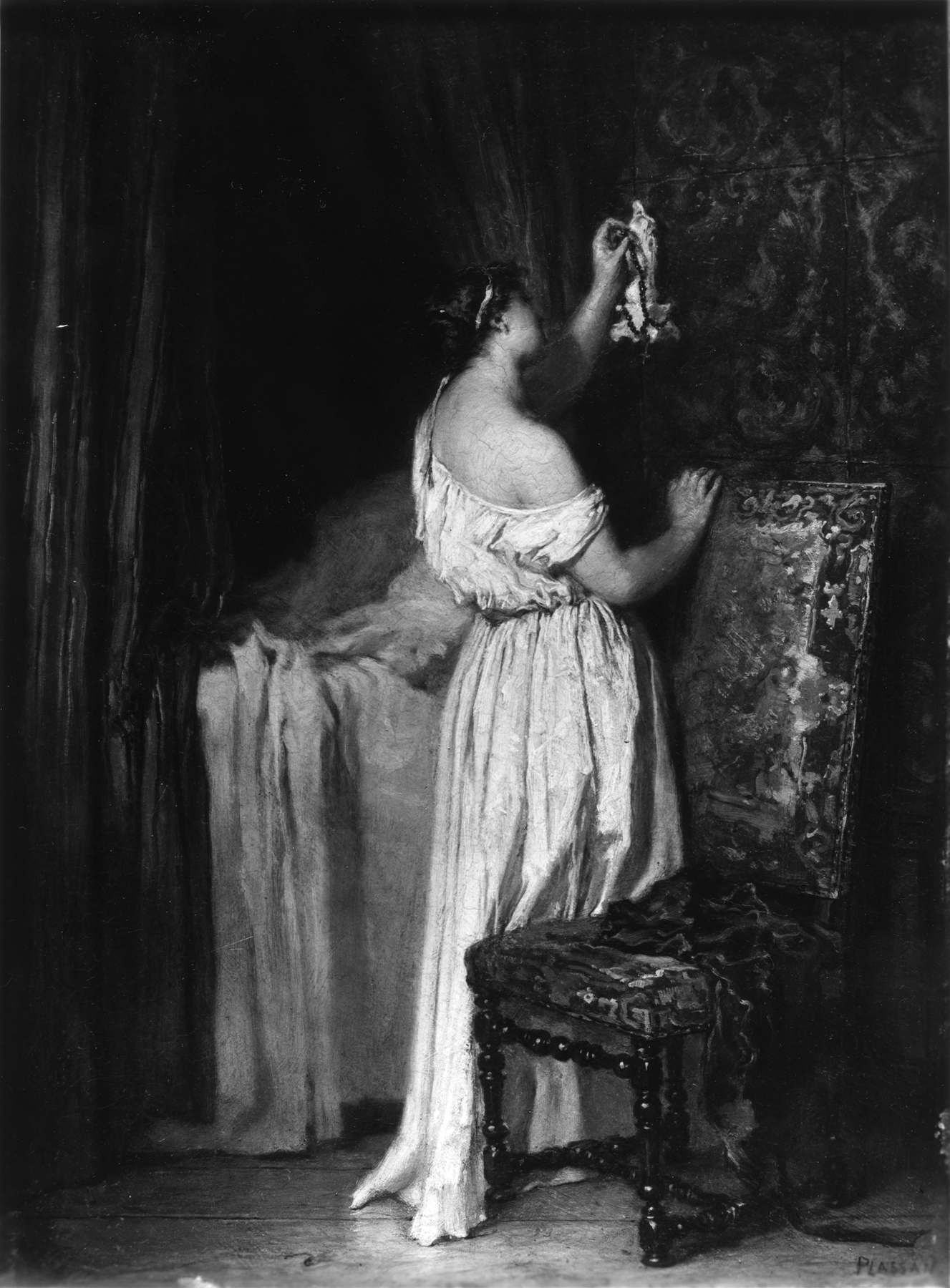
A woman places a strand of rosary beads on a devotional image mounted on the wall beside her bed. The Walters Art Museum.

La palabra meditación proviene del latín meditari que significa concentrarse. En 1577, en su libro Teresa de Jesús#Las moradas del castillo interior (Mansiones 6, capítulo 7), Santa Teresa de Ávila, una Doctora de la Iglesia, definió el enfoque general de la meditación cristiana de la siguiente manera:

Por meditación entiendo el razonamiento prolongado con el entendimiento, de esta manera. Comenzamos pensando en el favor que Dios nos concedió al darnos a su Hijo único; y no nos detenemos ahí, sino que procedemos a considerar los misterios de toda su gloriosa vida.

Esta perspectiva puede considerarse la base de la mayoría de las meditaciones bíblicas del rosario. Las meditaciones escriturales del rosario se basan en la tradición cristiana de la Lectio Divina (lectura divina) como una forma de utilizar el Evangelio para iniciar una conversación entre el alma y Cristo.
La meditación cristiana se diferencia de la contemplación, que implica un mayor nivel de concentración y desapego del entorno y el medio ambiente. La palabra contemplación (procedente de la raíz latina templum, es decir, cortar o dividir) significa separarse del entorno. San Juan de la Cruz llamaba a la contemplación "amor silencioso" y la veía como una unión íntima con Dios. La contemplación con el rosario es el siguiente paso más allá de la meditación bíblica. Esto no significa que se ignore el Evangelio durante la contemplación, sino que el enfoque se desplaza hacia el amor de Dios.
En su encíclica de 2002 Rosarium Virginis Mariae, el papa Juan Pablo II subrayó que el objetivo final de la vida cristiana es transformarse, o "transfigurarse", en Cristo, y el rosario ayuda a los creyentes a acercarse a Cristo contemplándolo. Caracterizó los aspectos contemplativos del rosario de la siguiente manera: "Rezar el rosario no es otra cosa que contemplar con María el rostro de Cristo" Y citando al Papa Pablo VI reiteró la importancia de la contemplación, afirmando que sin contemplación, el rosario es "un cuerpo sin alma".
El rosario puede rezarse en cualquier lugar, pero como en muchas otras devociones su recitación suele implicar algún espacio u objeto sagrado, como una imagen o estatua de la Virgen María. Cualquiera puede empezar a rezar el rosario, pero las recitaciones repetidas durante un periodo de tiempo dan como resultado la adquisición de habilidades para la meditación y la contemplación.

## Enseñanzas de los santos
.

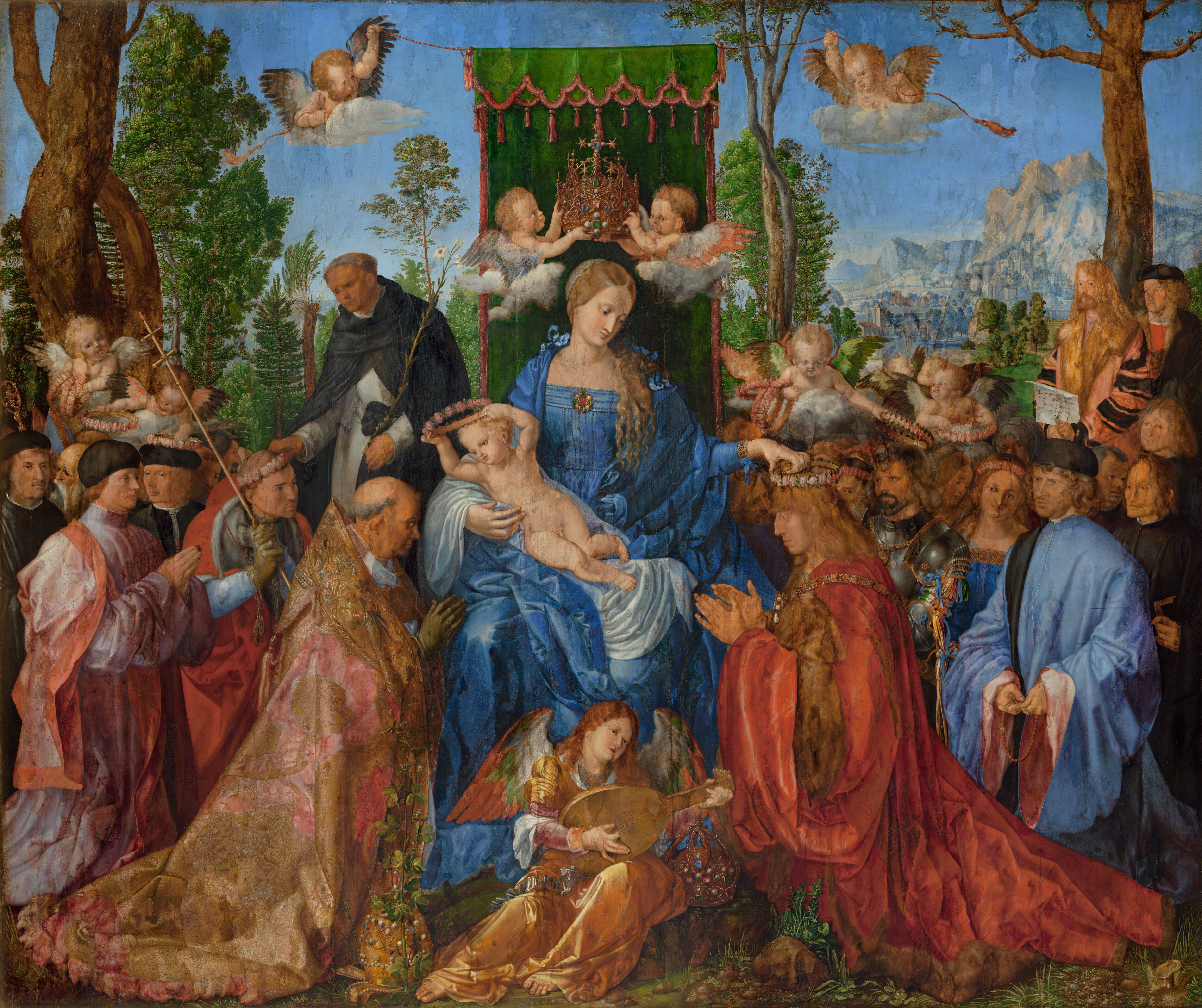
La Virgen María y los santos en la fiesta del Rosario, por Albrecht Dürer, 1506

En el siglo XVI, San Pedro Canisio, Doctor de la Iglesia, a quien se atribuye la adición al Ave María de la frase "Santa María, Madre de Dios, ruega por nosotros pecadores", fue un ardiente defensor del rosario y sus cofradías. Desarrolló y subrayó la importancia de los aspectos meditativos del rosario y fue uno de los primeros entre los primeros jesuitas en enseñar que la virtud principal de cada misterio del rosario debía aplicarse a la vida diaria.
San  Luis de Montfort, uno de los primeros defensores del campo de la Mariología, fue un firme partidario del rosario. Se unió a la Tercera Orden de los Dominicos en 1710, poco después de ser ordenado sacerdote, para predicar el rosario. Sus libros El secreto admirable del muy Santísimo Rosario y Tratado de la verdadera devoción a la Santísima Virgen influyeron en las opiniones mariológicas de varios papas. En El secreto del rosario enseñó que "la concentración, el respeto, la reverencia y la pureza de intención" son esenciales para rezar el rosario. Afirmaba que lo importante no es la longitud de una oración, sino el fervor, la pureza y el respeto con que se reza; por ejemplo, un solo Ave María rezado meditativamente vale más que muchos mal rezados. En el Secreto del Rosario, también enseñó a combatir las distracciones para lograr la mentalidad adecuada para meditar con el rosario.
En el siglo XVIII, San Alfonso de Ligorio, un Doctor de la Iglesia, también hizo hincapié en la necesidad de una devoción adecuada al rezar el rosario. En Las glorias de María escribió que la Virgen María estaría más complacida con cinco decenas del rosario rezadas lentamente y con devoción que con quince rezadas deprisa y con poca devoción. Recomendaba rezar el rosario de rodillas ante una imagen de la Virgen María y antes de cada decena hacer un acto de amor a Jesús y María y pedirles una gracia particular.
San Padre Pío era un firme creyente en la meditación junto con el rosario y decía: "Amad a la Virgen y rezad el rosario, porque su rosario es el arma contra los males del mundo actual. ...La persona que medita y vuelve su mente a Dios, que es el espejo de su alma, busca conocer sus faltas, trata de corregirlas, modera sus impulsos y pone en orden su conciencia."

## Opiniones papales
En 1569 el Papa Pío V, él mismo un Dominicano, estableció oficialmente la devoción al rosario en la Iglesia católica con la bula papal Consueverunt Romani Pontifices y en 1571 llamó a toda Europa a rezar el rosario por la victoria en la Batalla de Lepanto.
El Papa León XIII promulgó diez encíclicas sobre el rosario e instituyó la costumbre católica del rezo diario del rosario durante el mes de octubre. En 1883 creó también la fiesta de la Reina del Santo Rosario. En Laetitiae sanctae León XIII escribió que estaba "convencido de que el rosario, si se usa devotamente, es beneficioso no sólo para el individuo sino para la sociedad en general".
El Papa Pío XII enfatizó los beneficios de las meditaciones del rosario en su encíclica Ingruentium Malorum y escribió:
Referencia vacía (ayuda)..
Los papas de los siglos XIX y XX hasta el Papa Pablo VI hicieron hincapié en los aspectos Mariológicos del rosario. Sin embargo, en 1974, en su Exhortación Apostólica Marialis Cultus, el Papa Pablo VI se centró más en su tradicional naturaleza meditativa, Cristocéntrica y afirmó: "El rosario es, pues, una oración de orientación claramente cristológica".
El Papa Juan Pablo II se basó en el tema cristocéntrico del Papa Pablo VI, afirmando: El rosario, aunque de carácter claramente mariano, es en el fondo una oración cristocéntrica. En la sobriedad de sus elementos, tiene toda la profundidad del mensaje evangélico en su conjunto, del que puede decirse que es un compendio.
Subrayó además el carácter contemplativo del rosario y afirmó que: El rosario pertenece a las tradiciones más bellas y loables de la contemplación cristiana.

## Apariciones
Las referencias al rosario han formado parte de una serie de apariciones marianas que se han producido a lo largo de dos siglos. Los mensajes de estas apariciones han influido en la difusión de la devoción al rosario en todo el mundo.
Santa Bernadette Soubirous declaró que en la primera aparición de Nuestra Señora de Lourdes en 1858, la Virgen María tenía un rosario con ella y que Bernadette rezó el rosario en su presencia entonces y durante las apariciones posteriores. La Basílica del Rosario fue construida en ese lugar de  Lourdes en 1899.
El rosario ocupó un lugar destacado en las apariciones de Nuestra Señora de Fátima relatadas por tres niños portugueses en 1917. Los mensajes de Fátima ponen un fuerte énfasis en el Rosario y en ellos la Virgen María es identificada como La Señora del Rosario. Según Lucía dos Santos (una de las tres niñas) en una de las apariciones la Virgen María tiene un rosario en una mano y un  escapulario marrón en la otra. Los informes de las apariciones de Fátima ayudaron a difundir la devoción del rosario y actualmente se suele añadir una oración de Fátima al final de los rezos del rosario. El Santuario de Fátima, fue construido en ese lugar en 1953 y tiene quince altares, cada uno dedicado a un misterio del rosario.
En enero de 1933, una niña campesina de once años llamada  Mariette Beco informó de apariciones de la Virgen María en Banneux, Bélgica, que se conocieron como la  Virgen de los Pobres. Mariette informó haber visto a la Virgen María con un rosario en la mano. Mariette informó que la aparición se repitió tres días más tarde después de que ella salió fuera de su casa y rezó el rosario. Los informes de esta aparición, también conocida como Nuestra Señora de Banneux, fueron aprobados por la Santa Sede en 1949.
En los mensajes divulgados de Nuestra Señora de Akita, la hermana Agnes Sasagawa declaró que en 1973 la Virgen María le dijo: "Rezad mucho las oraciones del rosario. Sólo yo soy capaz aún de salvaros de las calamidades que se acercan". En 1984, el obispo de Niigata, John Shojiro Ito, autorizó la veneración de la Santa Madre de Akita "...a la espera de que la Santa Sede publique un juicio definitivo sobre este asunto.".

## Galería de arte y arquitectura
- Wikimedia Commons alberga una galería multimedia sobre Devociones y espiritualidad del Rosario.

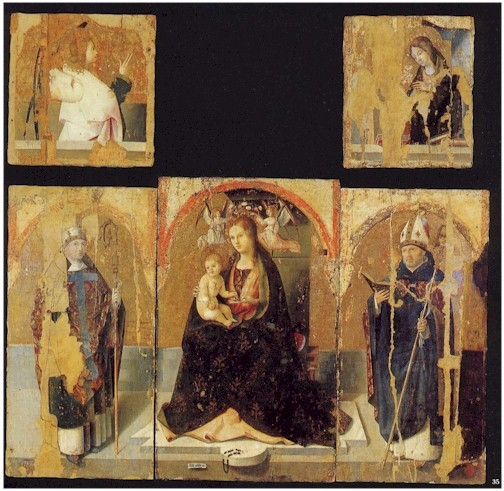
Antonello da Messina, Siglo XV
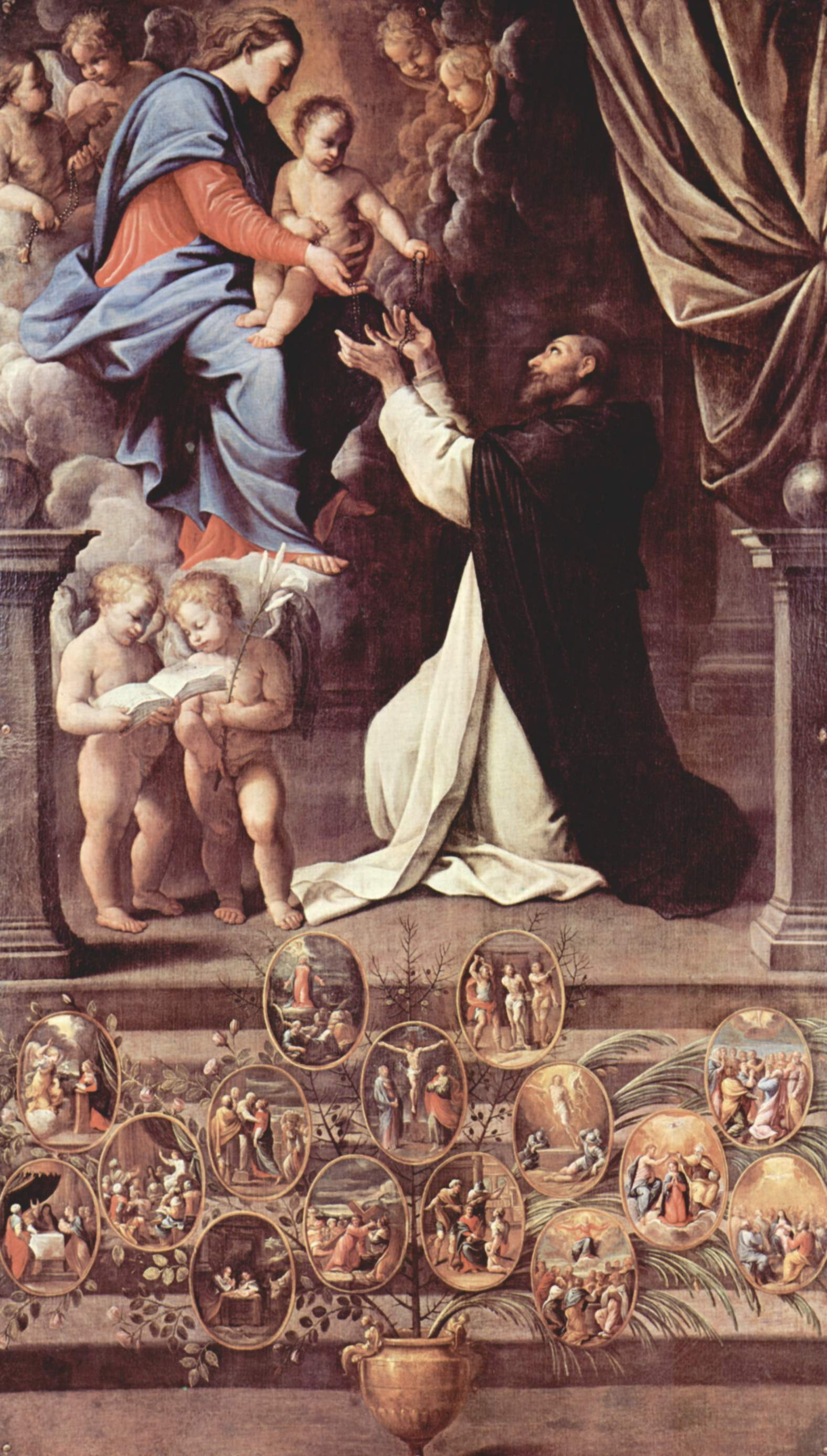
Guido Reni, c. 1596
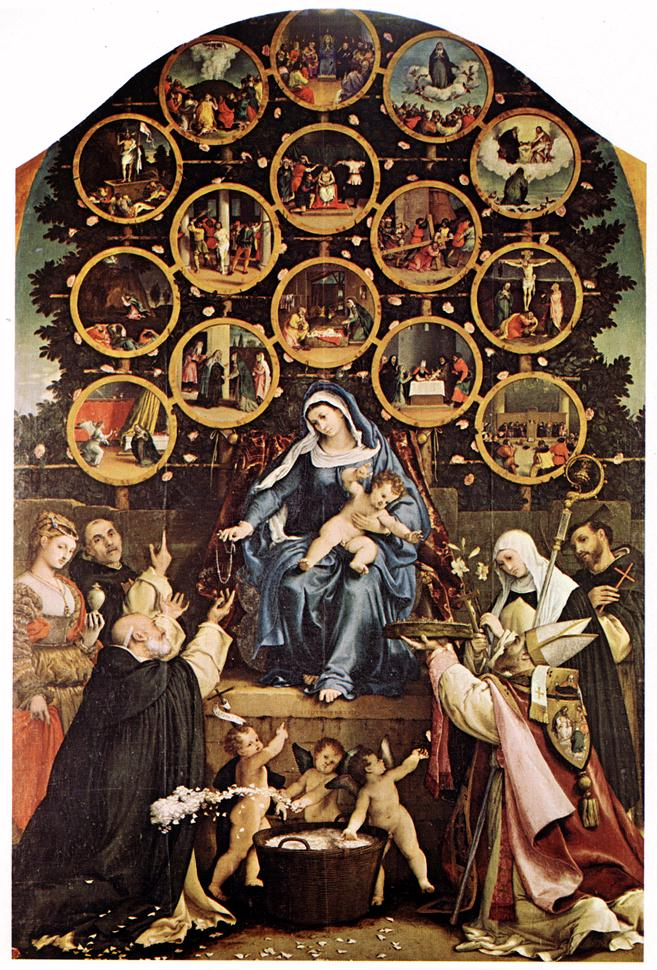
Lorenzo Lotto, 1539
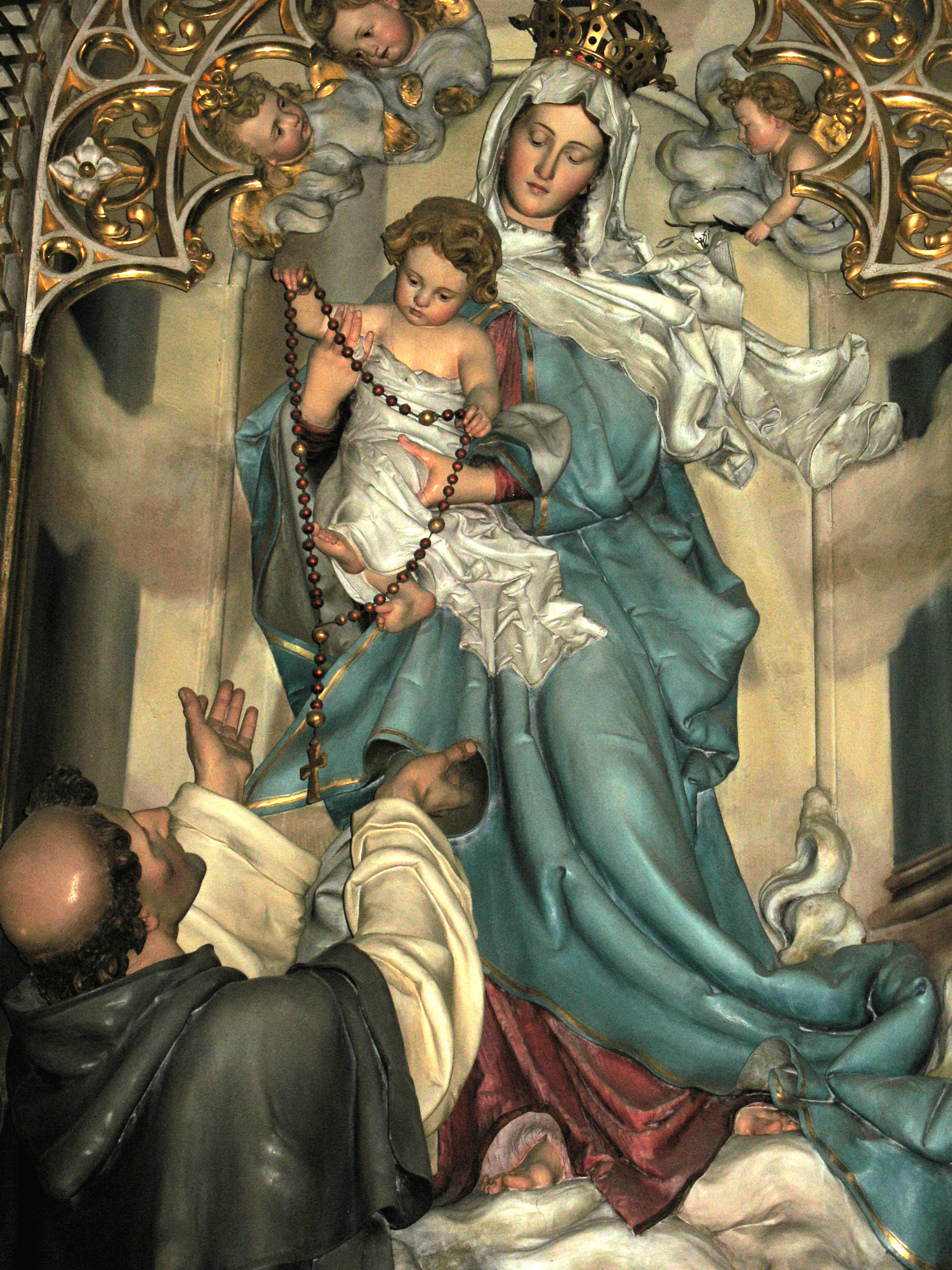
Rosary Madonna (detail) Josef Mersa c. 1905

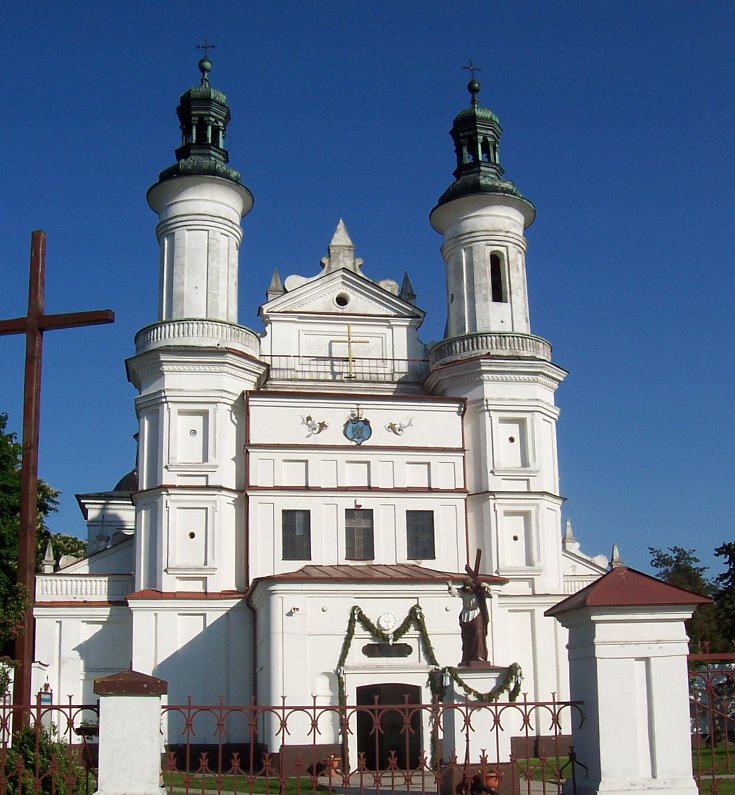
Iglesia del SantoRosario, Wysokie Kolo, Polonia
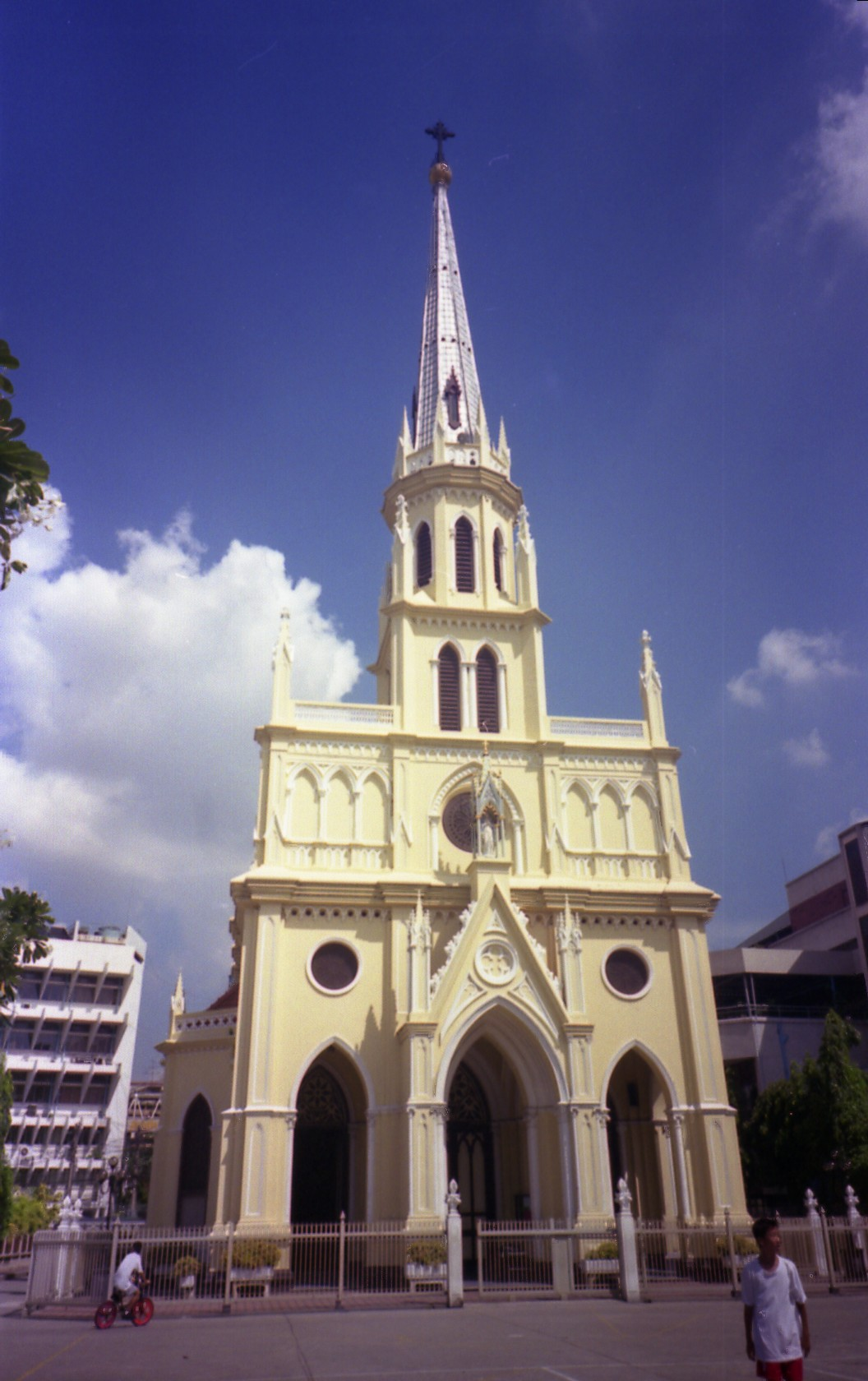
Iglesia del Santo Rosario (Bangkok), Tailandia
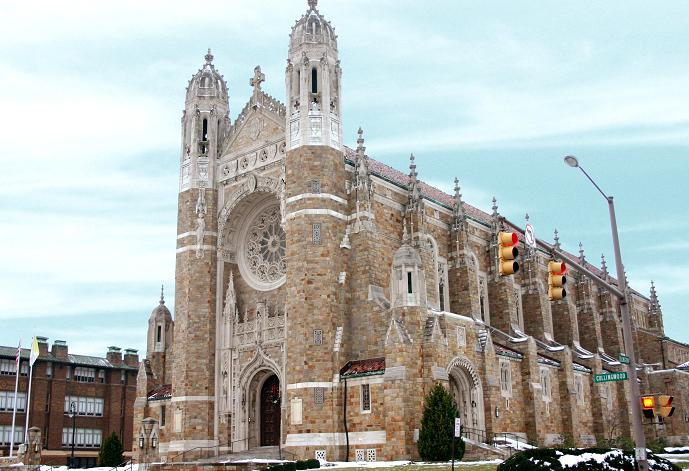
Catedral de Nuestra Señora Reina del Rosario (Toledo), Ohio
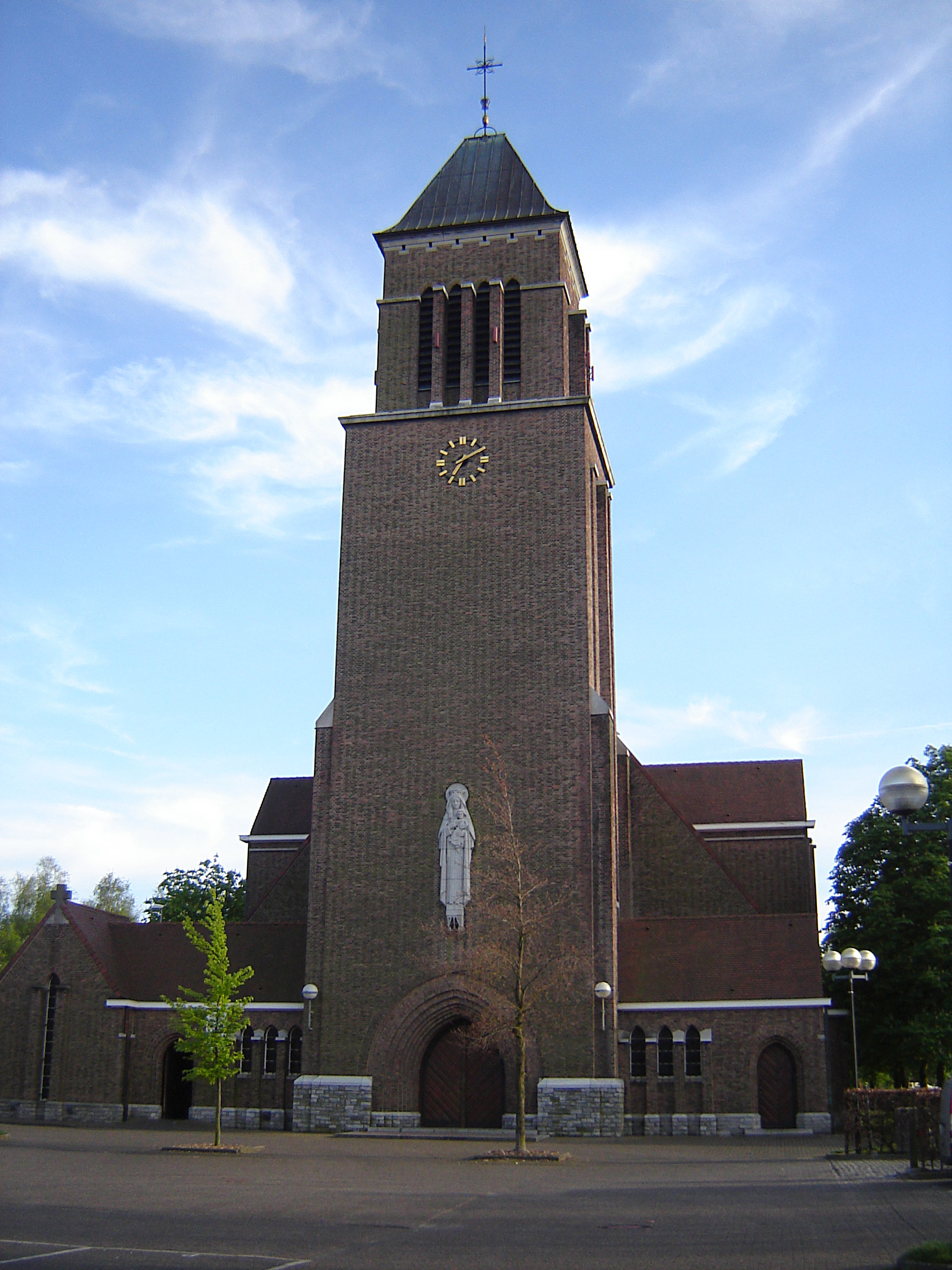
Nuastra Señora del Rosario, Merelbeke, Bélgica